# 홍기후
홍기후(洪起厚, 1974년 2월 24일 ~ )은 대한민국 제2대 충청남도 당진시의원이자,  제11·12대 충청남도의원이다.

## 학력
- 계성국민학교 28회 졸업
- 당진중학교 39회 졸업
- 호서고등학교 19회 졸업
- 경기대학교 경영학 학사 졸업
- 연세대학교 공학대학원 공학경영학과 석사과정 재학

## 경력
- 2011 당진청년회의소 회장
- 당진평화의소녀상 건립추진위원회 집행위원
- 더불어민주당 전국청년위원회 부위원장
- 민주평화통일자문회의 당진시협의회 소통협력분과위원장
- 당진시 지속가능발전협의회 위원
- 바르게살기운동 당진시협의회 회원
- 당진시 체육회 이사
- 당진시 번영회 회원
- 모범운전자회당진지회 자문위원
- 당진재향군인회 청년단 자문위원
- 2016.04 ~ 2018.05 제2대 충청남도 당진시의회 의원
- 2016.04 ~ 2016.07 제2대 충청남도 당진시의회 전반기 총무위원회 위원
- 2016.07 ~ 2018.05 제2대 충청남도 당진시의회 후반기 총무위원회 위원
- 2016.07 ~ 2018.05 제2대 충청남도 당진시의회 후반기 의회운영위원회 위원
- 당진시 교통안전정책심의위원회 위원
- 당진시 청년네트워크 위원
- 당진YMCA 이사
- 2018.07 ~ 2022.06 제11대 충청남도의회 의원
- 2018.07 ~ 2020.07 제11대 충청남도의회 전반기 교육위원회 위원
- 2018.07 ~ 2020.07 제11대 충청남도의회 전반기 의회운영위원회 위원
- 2018.07 ~ 2020.07 제11대 충청남도의회 전반기 예산결산특별위원회 위원
- 2020.07 ~ 2022.06 제11대 충청남도의회 후반기 복지환경위원회 위원
- 2020.07 ~ 2022.06 제11대 충청남도의회 후반기 의회운영위원회 위원장
- 2020.07 ~ 2022.06 제11대 충청남도의회 후반기 예산결산특별위원회 위원
- 국민건강보험공단 당진지사 자문위원
- 더불어민주당 충남도당 교육연수 위원장
- 더불어민주당 중앙당 교육연수 부원장
- 더불어민주당 중앙당 정책위원회 부의장
- 2024.04 ~ 제12대 충청남도의회 의원
- 2024.04 ~ 2024.07 제12대 충청남도의회 전반기 건설소방위원회 위원
- 2024.07 ~ 제12대 충청남도의회 후반기 건설소방부위원회 위원장

## 역대 선거 결과
|  | 42.06% |

|  | 60.30% |

|  | 48.83% |

|  | 61.82% |